# Sucka Free
Sucka Free es el segundo mixtape de la rapera estadounidense nacida en Trinidad Nicki Minaj. Se publicó el 12 de abril de 2008 a través de Dirty Money Records. Sucka Free cuenta con apariciones de sus compañeros raperos Lil Wayne, Gucci Mane, Jadakiss, Lil' Kim y Ransom. La producción proviene de Daven "Prestige" Vanderpool, Diddy, James Todd Smith, entre otros. Ninguno de los temas tiene instrumentales originales, utilizando otras producciones de discos populares de hip hop.

## Antecedentes
Justo después de la publicación del anterior mixtape de Minaj, Playtime Is Over, en 2007, Minaj lanzó Sucka Free con su compañero de sello Lil Wayne, después de que éste la descubriera en la serie de DVD hecha en Queens llamada The Come Up.

## Portada
La portada del disco muestra a Nicki Minaj y Lil Wayne en un podio frente a una cortina roja siendo entrevistados por XXL y MTV. Minaj lleva un collar de color dorado y unos pendientes de color dorado con una camisa roja abotonada hasta la mitad y con unos pantalones de rayas similares a los que lleva en su mixtape debut Playtime Is Over. Lil Wayne lleva una prenda roja con un reloj plateado y cadenas plateadas con un sombrero negro titulado Young Money.

## Controversia con Lil' Kim
Una foto promocional de la mixtape rendía homenaje a la de la sesión de fotos del álbum debut de la rapera Lil' Kim, Hard Core provocando el enfado de Kim en Twitter. A pesar de que Minaj calificó a Kim de "influencia" al principio de su carrera, las tensiones aumentaron entre las dos mujeres, ya que Kim calificó a Minaj de "maliciosa" y la acusó de copiar su imagen diciendo: "Si vas a robar mi botín, vas a tener que pagar. Algo tiene que ceder. Tú me ayudas, yo te ayudo. Así es como me va a mí".
Minaj respondió a la situación en una entrevista en el programa The Angie Martinez Show diciendo "Ella se peleó con Foxy, luego se peleó con Eve, luego se peleó con Remy, luego fue la señora Wallace, luego fue Nicki Minaj", dijo Minaj. "Cada vez que sales en las noticias, es porque te metes con alguien. ¿Dónde está tu música? Saca tu música, y cuando vea tu nombre en Billboard, entonces te responderé. Aparte de eso, adiós. Es Barbie, perra". Minaj siguió respondiendo a Kim en "Roman's Revenge", una canción de su álbum debut, en 2010 con Eminem.

## Recepción Crítica
En un artículo de 2014, NME describió el mixtape como el golpe de Minaj "en la puerta del club de los chicos del hip-hop" y fue descrita como "explosiva". Aunque Minaj saltó sobre un "cargamento de instrumentales de hip hop populares", logró que cada pista se sintiera como propia.
La remezcla de Minaj del tema de Eminem y The Notorious B.I.G. "Dead Wrong" fue vista como un tema destacado de la mixtape que llamó a "comparaciones con leyendas del rap de Nueva York como Notorious" y que finalmente continuó Minaj en su tercer álbum de estudio, The Pinkprint, en canciones como "Four Door Aventador". La canción también fue calificada como un "triunfo y un presagio" en un artículo de Paper Magazine, pero que apenas era comparable al cuarto álbum de estudio de Minaj, Queen. Con una gran respuesta de elogios por parte de la crítica, Minaj ganó un premio a Artista Femenina del Año en los Underground Music Awards de 2008.

### Reconocimientos
| Año  | Nominado    | Galardón                 | Resultado | Ref.  |
| ---- | ----------- | ------------------------ | --------- | ----- |
| 2008 | Nicki Minaj | Artista Femenina del Año |           | [ 8 ] |

## Rendimiento comercial
El mixtape debutó en el número 95 del Billboard's Top R&B/Hip-Hop Albums, convirtiéndolo en el primer mixtape de Minaj en la lista.

## Lista de Canciones
| N.º   | Título                                    | Canción original                                                  | Duración |  |
| 1.    | «President Carter Speaks»                 |                                                                   | 1:09     |  |
| 2.    | «Sunshine» (con Lil Wayne)                | "(Always Be My) Sunshine" de Jay-Z con Foxy Brown & Babyface      | 3:18     |  |
| 3.    | «Set It Off»                              | "Set It Off" de N.O.R.E. con Swizz Beatz & J. Ru$$                | 2:15     |  |
| 4.    | «Brraaattt» (con Ransom)                  | "Buck Buck" de Red Café & DJ Envy con Sheek Louch                 | 2:43     |  |
| 5.    | «Higher Than a Kite» (con Lil Wayne)      | "My Swag" de T.I. con Wyclef Jean                                 | 2:35     |  |
| 6.    | «Grindin»                                 | "Grindin'" by Clipse                                              | 2:20     |  |
| 7.    | «Curious George»                          | "730" de Foxy Brown                                               | 2:02     |  |
| 8.    | «Sucka Free ‘08»                          |                                                                   | 0:07     |  |
| 9.    | «Baddest Bitch»                           | "Single Again" de Trina                                           | 2:19     |  |
| 10.   | «Wanna Minaj?» (con Gucci Mane & Lil Kim) | "Freaky Gurl" (Remix) de Gucci Mane con Lil' Kim & Ludacris       | 3:39     |  |
| 11.   | «Doin It Well» (con Jadakiss)             | "Doin' It" de LL Cool J                                           | 2:23     |  |
| 12.   | «Cuchi Shop»                              | "Coffee Shop" de Yung Joc con Gorilla Zoe                         | 3:11     |  |
| 13.   | «Hundred Million Dollaz»                  |                                                                   | 0:19     |  |
| 14.   | «Young Money Ballaz» (con Lil Wayne)      | "Roc-A-Fella Billionaires" de Freeway con Jay-Z                   | 2:38     |  |
| 15.   | «Sweetest Girl»                           | "Sweetest Girl (Dollar Bill)" de Wyclef Jean con Akon & Lil Wayne | 3:04     |  |
| 16.   | «Firm Biz '08» (con Jadakiss)             | "Firm Biz" de The Firm                                            | 1:37     |  |
| 17.   | «Dead Wrong»                              | "Dead Wrong" de The Notorious B.I.G.                              | 2:46     |  |
| 18.   | «Long Time Comin'» (con Ransom)           | "Suga Duga" de Dipset con Cam'ron                                 | 3:16     |  |
| 19.   | «Womp Womp»                               | "Pussy MVP" de Lil Wayne con Jay Bezel & Hot Rod                  | 2:34     |  |
| 20.   | «Who’s Ya Best MC?»                       |                                                                   | 2:27     |  |
| 21.   | «Autobiography»                           | "Feel It In the Air" de Beanie Sigel con Melissa                  | 4:33     |  |
| 22.   | «President Carter Signs Off»              |                                                                   | 0:16     |  |
| 23.   | «Lollipop (Remix)»                        | "Lollipop" de Lil Wayne                                           | 5:42     |  |
| 56:25 |                                           |                                                                   |          |  |

## Charts
| Chart (2010)                            | Peak position |
| --------------------------------------- | ------------- |
| Estados Unidos (Top R&B/Hip-Hop Albums) | 95            |